# Dayr al-Jamàjim
Dayr al-Jamàjim fou una antiga vila d'Iraq propera a Kufa, de la tribu dels Iyad, situada a l'oest de l'Eufrates, als turons de Kufa, prop d'Ayn at-Tamr i deFaluja.
És famosa per la batalla de Dayr al-Jamàjim que s'hi va lliurar el 702 entre el general omeia al-Hajjaj ibn Yússuf, des del campament de Dayr Qurra, i el general rebel Abd-ar-Rahman ibn Muhàmmad ibn al-Àixath, que s'havia revoltat al Sistan i que comptava amb el suport dels àrabs de Kufa i de molts mawali no àrabs. El rebel fou derrotat i es va retirar cap a Maskin, mentre que el general omeia va entrar a Kufa.
Els historiadors at-Tabarí, al-Massudí i al-Yaqubí, entre d'altres, descriuen la batalla.